# Velefique (kommun)
Velefique är en kommun i Spanien.   Den ligger i provinsen Provincia de Almería och regionen Andalusien, i den södra delen av landet, 400 km söder om huvudstaden Madrid. Antalet invånare är 297. Arean är 65 kvadratkilometer. Velefique gränsar till Bacarés.
Terrängen i Velefique är huvudsakligen kuperad, men västerut är den bergig.